# Roman van Walewein en het schaakspel
De Roman van Walewein, kortweg de Walewein, is een Middelnederlandse Arthurroman, geschreven door ene Penninc in naar men denkt het derde kwart van de dertiende eeuw, en nog binnen die periode van een slot voorzien door Pieter Vostaert, omdat Penninc bewust of door omstandigheden de roman niet voltooid had. Het oudste bewaard gebleven handschrift dateert van omstreeks 1350.
De roman wordt algemeen geprezen om zijn speelsheid en vertelkunst. Het werk behoort tot de Canon van de Nederlandse letterkunde, waar het onder meer deel uitmaakt van de Vlaams-Nederlandse literatuurcanon. 

## Historiek
Vermoedelijk werd het verhaal in het derde kwart van de dertiende eeuw in het graafschap Vlaanderen geschreven door Penninc, mogelijk de 'jongleurs'-naam van iemand die voortdurend geld tekort kwam. Hij begon het boek rond 1250, maar liet het onafgemaakt achter. Het is onduidelijk waarom hij dat deed. Van oudsher neemt men aan dat hij nog voor zijn overlijden zijn werkplan wilde doorgeven aan Pieter Vostaert, die als testamentair executeur de roman voltooid zou hebben door daar ongeveer 3300 verzen aan toe te voegen.
Hoewel de exacte overgang van het werk van Penninc naar dat van Vostaert niet duidelijk is, kunnen hun stijlen in de tekst onderscheiden worden: waar Penninc veel aandacht heeft voor details, zoals het belang van hoofsheid, daar verdwijnen de gedetailleerde beschrijvingen in Vostaerts bijdrage: er wordt meer nadruk gelegd op de gebeurtenissen en de actie.
Het bewaard gebleven handschrift werd door de kopiist gedateerd met M CCC ende L, ofwel het jaartal 1350.

### Oorspronkelijke teksten

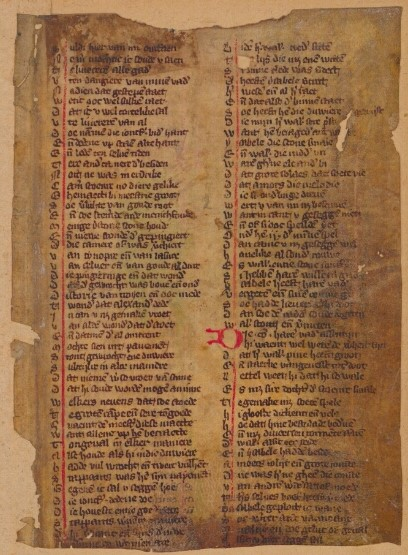
Fragment uit het manuscript van Walewein. Nederlanden, 14e eeuw. Universitaire Bibliotheken Leiden

De voltooide tekst waarvan het enig volledig bewaard gebleven handschrift te vinden is in Universiteitsbibliotheek Leiden, telt 11.198 versregels. In de universiteitsbibliotheek van Gent bevinden zich fragmenten van een ander - jonger - handschrift (Ms. 1619). Deze fragmenten, het gaat om twee folio's perkament, werden in de 14e-eeuwse Nederlanden vervaardigd.

### Inspiratiebronnen
Zolang men dacht dat de Roman van Walewein vertaald was uit een verloren gegane Franse Arthurroman, genoot de tekst eenzelfde waardering als de andere zelfstandig overgeleverde niet-historische Middelnederlandse Arthurroman, de Roman van Ferguut, waarvan men wist dat hij vertaald was van een Frans origineel. Maar nadat men in de loop van de 20e eeuw tot de conclusie kwam dat de Roman van Walewein géén vertaling van een Oudfranse Arthurroman, doch een oorspronkelijk Middelnederlandse roman was, schoot de waardering omhoog. Dat 'oorspronkelijk' moet overigens met een korrel zout genomen worden. De Walewein is niet origineel, maar een creatieve bewerking van bestaande stof, zoals in die tijd gebruikelijk was.
Walewein is een tot Arthurroman omgewerkt sprookje en wel de tot dusver oudst bekende variant van 'Aarne-Thompson 550', een sprookjestype waartoe onder andere Grimms Der goldene Vogel en het in Rusland beroemde verhaal Van Iwan Tsarewitsj, de vuurvogel en de grijze wolf behoren. Andere inspratiebronnen van Penninc waren het werk van Chrétien de Troyes en Gerbert de Montreuil, en middeleeuwse literatuur van en over heiligen (zoals Bonifatius), visioenen van hemel en hel, en beschrijvingen van het verre India.

### Plaats tussen de Arthurverhalen

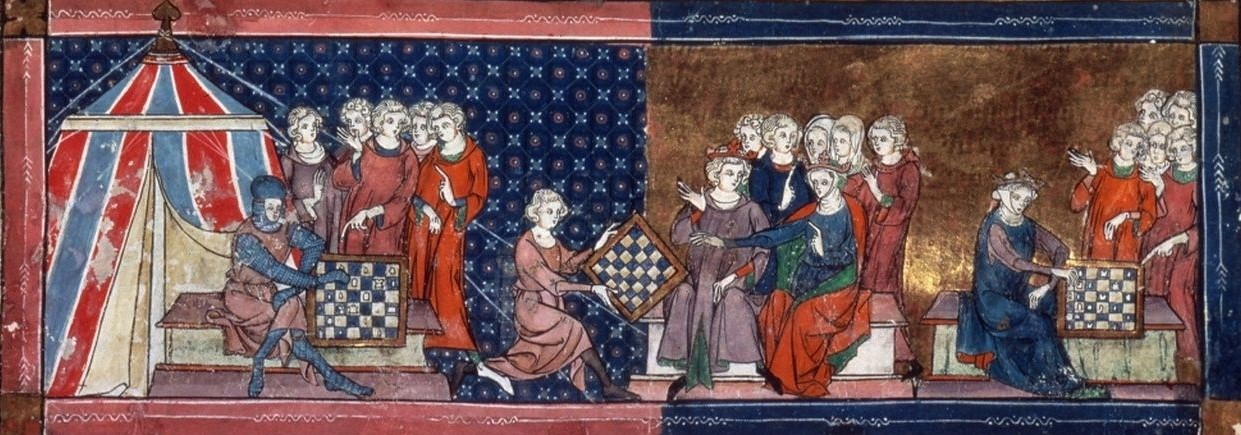
Het thema van het (magische) schaakbord komt ook in een sage van Lancelot voor: Lancelot en het magische schaakbord. Hier: het door Lancelot overwonnen magische schaakbord wordt aan Guinevere geschonken. (Afbeelding uit 14e eeuw)

In dit verhaal van Walewein wordt tegen de destijds heersende mode in de Vlaamse literatuur stelling genomen, vooral tegen de prozacyclus Lancelot-Graal (drie Oudfranse Arthurromans Lanceloet, Queeste vanden Grale en Arturs doet).  De Lancelot-Graal was de kern van de latere Lancelotcompilatie, waarbij zeven teksten zijn ingevoegd (onder meer Moriaen en Ridder metter mouwen). Walewein en het schaakspel ging aan deze twee laatstgenoemde verhalen vooraf. In de Lancelot-Graal is Galahad, de zoon van Lancelot, de ideale graalridder en niet Walewein (Gauvain). In de Lancelot-Graal zweeft in het begin de graal binnen, in de Walewein zweeft een werelds voorwerp, een schaakspel, binnen. In de Lancelot-Graal wordt Walewein door Lancelots broer Estor (Hector) overwonnen, terwijl in de Walewein de zwarte ridder Estor wordt verslagen. Zo zijn er tal van verhaalelementen in de Lancelot-Graal, waar de Walewein op reageert.

### Cultureel erfgoed
De roman is een inspiratiebron geweest voor Vlaamse auteurs. Na de Roman van Walewein ontstonden ook nog de Roman van Moriaen, de Roman van de Ridder metter Mouwen, de Roman van Walewein ende Keye, de Flandrijs… Ze hebben Pennincs ambitie voortgezet: oorspronkelijke romans schrijven, die geen vertaling of bewerking van anderstalige teksten waren.
Veel later, in 1922, heeft Louis Couperus ook een bewerking geschreven van de Roman van Walewein, namelijk Het zwevende Schaakbord. Deze volgt in grote mate de verhaallijn van de Roman van Walewein. De namen van de personages verschillen (bv. Walewein wordt Gawein), en uitvindingen van de tovenaar geven het verhaal een moderner karakter.
In 1957 bezorgde G.A. van Es onder de titel De jeeste van Walewein en het schaakbord, een nieuwe kritische editie van de Middelnederlandse teksten zoals bewaard gebleven in Leiden en Gent.

## Het verhaal
De roman van Walewein is een raamvertelling. Binnen het verhaal van Walewein wordt tevens het levensverhaal van Roges de vos verteld. De twee verhalen worden hier achtereenvolgens beschreven. 

### Walewein
Een scaec ten veinstre in comen,
Ende breedde hem neder uptie aerde.
Hi mochte gaen spelen dies begaerde.
Dus laghet daer uptie wile doe;
Daer ne ghinc niemen of no toe
Van allen gonen hoghen lieden.
Nu willic u tsaec bedieden:
Die stapple waren root goudijn
Entie spanghen selverijn:
Selve waest van epsbene,
Wel beset met dieren stenen.
Men seghet ons in corten worden,
Die stene die ten scake behorden
Waren wel ghewaerlike
Beter dan al Aerturs rike.
Dus saghen sijt alle die daer waren.
Metten hieft up, ende es ghevaren

Weder dane het quam te voren.
Koning Arthur houdt hofdag met zijn ridders van de ronde tafel wanneer plots een prachtig schaakspel de grote zaal binnen zweeft en op de vloer landt, als ware het een uitdaging aan de aanwezigen ertegen te spelen. Niemand pakt de uitdaging op en even plotseling als dat het spel zijn entree maakte, verdwijnt het weer.  Koning Arthur wil het schaakbord dolgraag hebben en zet zijn hele rijk in het vooruitzicht als beloning aan degene die het spel komt brengen. Walewein besluit zich aan deze zoektocht te wagen.
Walewein volgt het schaakbord met zijn paard Gringolet door de bossen en ziet het schaakbord een berg binnengaan. Daar verslaat hij vier drakenjongen en hun moeder.
Walewein reist verder tot bij het kasteel van koning Wonder en diens zoon Alidrizonder, die het gezochte schaakspel blijken te spelen. Wonder blijkt de eigenaar van het zwevende schaakspel te zijn en zegt het schaakbord wel te willen overhandigen, doch op voorwaarde dat Walewein hem het Zwaard met de Twee Ringen brengt. Dit magische zwaard is in handen van koning Amoraen.
Op weg naar kasteel Ravensteen van Amoraen komt Walewein een schildknaap tegen op een mager paardje. De jongeman is op weg naar koning Arthur om tot ridder te worden geslagen. Als ridder kan hij namelijk in duel gaan met de moordenaar van zijn broer en zo de eer beschermen. Helaas heeft een roofridder hem bestolen. Walewein geeft hem zijn paard Gringolet opdat de schildknaap zijn missie kan voltooien. Zelf gaat Walewein te voet de roofridder tegemoet. Hij doodt de roofridder, moordt iedereen die in zijn kasteel zit, doet de deur op slot en met het weggooien van de sleutel is dit het einde van de burcht van de roofridder.
In die tijd bereikt de schildknaap met Gringelot het hof van Koning Arthur. Daar wordt hij verdacht van moord op Walewein, maar dankzij Lancelot kan de schildknaap zijn verhaal doen. Hij leert dan pas dat zijn redder in nood Walewein was. Arthur slaat hem tot ridder, waarna de nieuw geslagen ridder terug naar huis snelt voor het geplande duel.
Walewein ziet een grote groep ridders - die naar Koning Amoraen zouden luisteren - en begrijpt dat ze op weg zijn naar het hof van Koning Amadijs voor een gevecht. Dit blijkt precies het gevecht te zijn waar de schildknaap - inmiddels dus ridder - moest zijn. Voor het kasteel van koning Amadijs verslaat de net geslagen ridder de moordenaar van zijn broer in een duel. Het toekijkende leger valt dan de jonge ridder aan. Eerst Walewein en dan Koning Amerijs die even later met zijn leger arriveert staan hem bij en slaan de aanval af.
Walewein trekt de volgende dag alleen verder naar Amoraen, die in  Ravensteen, een kasteel op een rots in de zee woont. Amoraen wil in ruil voor het Zwaard met de Twee Ringen de schone Ysabele, dochter van koning Assentijn uit het verre Indië, als bruid. Ysabele zou nog schoner zijn dan Isolde. Het magische zwaard blijkt overigens alleen naar de beste ridder nabij te luisteren en het presenteert zich voor Walewein.
Walewein verlaat kasteel Ravensteen van koning Amoraen dan ook met het Zwaard met de Twee Ringen en gaat op zoek naar Ysabele. Maar dan ziet hij aan de overkant van een rivier de Rode Ridder op een groot strijdpaard, die een jonkvrouw mishandelt. Walewein steekt over om haar te redden. Wanneer hij hem dodelijk verwondt biecht de Rode Ridder zijn zonden op, waaronder de moord op de broer van de jonkvrouw. Op aandringen van Walewein vergeeft zij hem. De Rode Ridder wenst een ceremonieel christelijk teraardebestelling. In ruil daarvoor belooft hij Walewein terzijde zal staan wanneer hij hem ontbiedt. Dan sterft hij. Na nog wat schermutselingen met strijdmakkers van de Rode Ridder, die Walewein ook doodt, brengt hij de jonkvrouwe naar haar oom.
's Nachts gaat Walewein terug naar de dode Rode Ridder. Daar ziet hij fakkels en stallampen branden en hoort hij de kyrie eleison. Alles verdwijnt als Walewein dichterbij komt. "Het is immers geen levend schepsel vergund de plaats waar God zelf wonderen verricht te naderen en zijn geheimen te aanschouwen, wees daar zeker van!". De dode makkers van de rode Ridder worden door duivels gehaald. Walewein brengt de Rode Ridder naar een kapel, waar een priester de mis voor de Rode Ridder zingt en waar hij wordt begraven.
Walewein reist verder en uitgeput komt hij in het zicht van het kasteel van koning Assentijn, dat onbereikbaar is door een rivier. De aanwezige 'zwaardbrug' biedt geen mogelijkheid om over te steken. Daar ontmoet hij de betoverde vos Roges (lett. de 'Rode'), die hem in zijn slaap eerst besteelt en zijn harnas en schild beschadigt, maar zich na een gevecht overgeeft. Walewein schenkt hem genade en de vos vertelt hem zijn levensverhaal.
Dan wijst de sprekende vos Walewein een ondergrondse tunnel aan, zodat Walewein de brandende rivier (het vagevuur, waar zwarte vogels zich in onderdompelen om als witte vogels weer op te stijgen) kan oversteken en het kasteel kan binnendringen. Maar Roges waarschuwt hem dat het onmogelijk is tot bij de koning en zijn dochter te komen. Het kasteel telt namelijk twaalf muren die elk bewaakt worden door tachtig ridders. 
Walewein laat zich niet kennen en vecht zich in zijn eentje met het magische zwaard het kasteel binnen. Dan staat hij oog in oog met koning Assentijn. Deze is zo sterk als tien mannen, weet de vermoeide Walewein te overmeesteren. Hij wil Walewein vermoorden, maar zijn dochter Ysabele vraagt hem eerst of ze met deze ridder mag praten. Ysabele valt voor de charmes van Walewein. Wanneer Koning Assentijn dit te weten komt sluit hij hen tegenover elkaar op in de kerker. Maar de geest van de Rode Ridder komt Walewein en Ysabele bevrijden.
Samen vluchten ze het kasteel uit naar de burcht van Roges de vos. Gedrieën reizen ze verder. Onderweg wil een ridder Ysabele hebben en Walewein doodt hem. Ze vinden onderdak in de tent van een hertog, maar dan wordt diens dode zoon binnen gebracht. Het blijkt de ridder te zijn die Walewein juist heeft overwonnen. Walewein en Ysabele worden gevangengezet in het kasteel van de hertog, maar ze weten te ontsnappen.
Walewein neemt Ysabele en Roges mee naar koning Amoraen, maar die is intussen overleden. Walewein kan dus zowel het Zwaard met de Twee Ringen als Ysabele behouden. Bij een bron worden ze overvallen door een zwarte ridder, dat later Estor, de broer van Lancelot, blijkt te zijn. De zwarte ridder ontvoert Ysabele wanneer Walewein slaapt. Maar Walewein haalt hen in en overwint de zwarte ridder, zij het met grote moeite. Hij raakt zwaar gewond, maar vertelt Ysabele hoe zij zijn wonden kan behandelen.
Vervolgens komen ze bij het kasteel van de ridder die Walewein had geholpen door Gringolet in te ruilen voor diens magere paardje. Dit kasteel wordt door de hertog belegerd, die nog steeds wraak wil nemen voor de dood van zijn geliefde zoon. Na een enorme strijd weet Walewein de hertog te overwinnen.
Walewein reist verder met Ysabele en Roges de vos. Ze komen bij koning Wonder, waar vos Roges weer mens wordt bij het zien van koning Wonder, diens zoon Alidrizonder, Ysabele en Walewein tezamen. Het zwaard ruilt Walewein voor het schaakspel en hij keert met Ysabele terug naar koning Arthur.

### Roges
Roges is de zoon van koning van Ysike. Na het overlijden van zijn vrouw, Roges' moeder, huwt zijn vader met een jonkvrouw. Deze probeert Roges te verleiden en wanneer hij haar afslaat, ensceneert ze door hem aangerand te zijn. Zijn vader veroordeelt dan Roges tot de dood.
Broers van de overleden moeder stellen voor Roges mee te nemen en te doden. De stiefmoeder betwijfelt echter of ze dat ze Roges wel gaan doden en spreekt een vloek over Roges uit: Roges verandert in een vos en zal zo blijven tot de dag waarop hij koning Wonder, zijn zoon Alidrizonder, Walewein en Ysabele gevieren samen ziet. Een tante van Roges verandert echter de koningin zelf in een pad en dat zal ze blijven zolang Roges een vos is.
Roges verblijft jarenlang in zijn ommuurde tuin ver weg tot het moment dat Walewein langs zal komen. Het is namelijk onvermijdelijk dat de befaamde ridder op een dag voorbij zou komen op zoek naar de schone prinses die zich in het kasteel aan de andere kant van de rivier bevindt. De rivier is een vagevuur. Wanneer Roges het aan de bezoeker toont ziet Walewein dat zondige zielen als zwarte vogels de brandende rivier induiken en er sneeuwwit weer uitkomen, op weg naar hemelse gelukzaligheid. 
Roges is dolgelukkig wanneer Walewein zijn identiteit bekend maakt en zegt hem volledig in zijn dienst te staan. Hij schenkt Walewein het harnas van zijn grootvader en geeft hem zijn zwaard en paard terug. Roges waarschuwt dat het kasteel aan de overkant van de rivier bewaakt is. Walewein is niet onder de indruk, zijn zorgen zijn veeleer hoe de rivier over te steken. Roges toont een tunnel onder het vagevuur door naar het kasteel aan de overkant. Hij keert terug naar zijn tuin wanneer Walewein op pad gaat.
Als Walewein met de prinses Ysabele terugkeert bij Roges maken ze nog het een en ander mee.
Aangekomen op het kasteel van koning Wonder ziet de vos Roges eindelijk Ysabele, Walewein, koning Wonder en zijn zoon Alidrizonder tezamen. De betovering verbreekt meteen en Roges verandert opnieuw in een mens. Ver weg keert ook zijn stiefmoeder terug naar haar menselijke gedaante en weet men aldaar dat de vloek van hun zoon verbroken is.

## Kritische beschouwing

### Sprookjeselementen
De queeste van Walewein en het schaakbord bevat veel elementen van het sprookjestype 'Aarne-Thompson 550'. Er zijn opvallende gelijkenissen met het sprookje De gouden vogel, bijvoorbeeld de driedelige queeste waaruit het verhaal is opgebouwd:
1. Walewein gaat op zoek naar het schaakbord;
2. vervolgens naar het Zwaard met de Twee Ringen;
3. uiteindelijk naar de schone Ysabele in het verre Endi (Indië).

Het sprookje De Gouden Vogel werd pas in 1812 opgeschreven door de gebroeders Grimm in hun Kinder- und Hausmärchen. De verhaalstof van dit sprookje was daarvoor al bekend in de orale traditie en werd af en toe gebruikt als inspiratiebron voor andere literatuur. De Gouden Vogel is net zoals de Roman van Walewein opgebouwd uit een driedelige queeste:
1. het hoofdpersonage gaat op zoek naar de gouden vogel;
2. vervolgens naar het gouden paard;
3. uiteindelijk naar de prinses in het gouden kasteel.

In beide verhalen wil de koning dat iemand iets gaat halen wat hij zelf graag wil hebben. Koning Arthur wil het kostbare schaakbord en de koning in het sprookje wil de gouden vogel die ’s nachts van zijn gouden appels eet.
De dierhelper (de sprekende vos) uit de Roman van Walewein vinden we ook terug in De Gouden Vogel, maar die krijgt daar een veel uitgebreidere rol. De vos in het sprookje is gedurende het hele verhaal de helper van het hoofdpersonage, terwijl de vos Roges in de Roman van Walewein pas opduikt als Walewein op zoek gaat naar de schone Ysabele.
De ruiltocht van Walewein lijkt gelijk te lopen met die van de jonge prins in De Gouden Vogel. Het enige verschil is dat de jonge prins uit het sprookje erin slaagt om zowel de prinses uit het gouden kasteel als het gouden paard als de gouden vogel mee naar huis te nemen. Walewein is braaf en ruilt bijna alles netjes in (maar wat een geluk dat koning Amoraen net overleden is. Walewein hoeft de schone Ysabele dus niet te ruilen om het Zwaard met de Twee Ringen te behouden).
In het Russische sprookje Iwan en de Vuurvogel zien we dezelfde driedelige queeste:
1. Iwan gaat op zoek naar de Vuurvogel;
2. vervolgens naar het paard met de gouden manen;
3. uiteindelijk naar de schone Helena.

Iwan wordt bijgestaan door een grote grijze wolf, die te vergelijken is met de vos uit de twee eerdergenoemde sprookjes. De wolf blijft echter aan het eind van het verhaal een wolf, terwijl de betoverde vos Roges weer in een mens verandert.

### Interpretatie
De Roman van Walewein werd lang beschouwd als prototype van de klassieke Nederlandstalige ridderroman, maar de recentere lectuur wijst uit dat er eerder een spel wordt gespeeld met dit genre. Er is veel discussie over de vraag of de Roman van Walewein  idealiserend of juist ironisch is. Er zit veel verscholen humor in, wat voor een ironisch effect zorgt. Aan de ene kant is hij edelmoedig, geeft zijn vijand een tweede kans en is een ideale minnaar voor Ysabele. Aan de andere kant is Walewein extreem gewelddadig: in de Roman van Walewein vallen veel meer doden dan gebruikelijk is voor een Arthurroman: Walewein lijkt toch niet zo'n hoofse ridder te zijn.

## Varia
In het kasteel van Assentijn zou Ysabele, aldus De ridders van de Ronde tafel, door prachtige tuinen kunnen wandelen. In een tuin staat een boom, die aan de onderkant dik en van zuiver, rood goud is. De boom heeft gouden hollen takken. Op iedere tak zit een gouden vogeltje en aan ieder blaadje hangt een gouden belletje. Onder de holle boom is een ruimte waarin zich zestien mannen bevinden die acht blaasbalgen bedienen. Zo fluit ieder vogeltje zijn eigen liedje en brengt elk belletje geluid voort. Onder een imposante olijfboom ontspringt een mooie, heldere bron. Boven de fontein is een gouden adelaar aangebracht, die de bron met zijn vleugels overspant.
In het centrum van de Mongoolse hoofdstad Karakorum zou werkelijk een holle zilveren boom hebben gestaan zoals in het verhaal van Walewein beschreven was, als ware het een verslag van een ooggetuige: deze boom zou een musicerende engel in de top hebben, met vier slangen die uit hun bekken drank spoten en met buizen en een ruimte er onder.